# 圣洛朗 (阿摩尔滨海省)
圣洛朗（法語：Saint-Laurent，法語發音：[sɛ̃ loʁɑ̃] ⓘ）是法国阿摩尔滨海省的一个市镇，位于该省西北部，属于甘冈区和甘冈城市圈。

## 地理
圣洛朗（48°37'8"N, 3°13'57"W）面积8.96 平方千米，位于法国布列塔尼大區阿摩尔滨海省，该省份为法国西北部沿海省份，位于布列塔尼半岛北部，北濒大西洋英吉利海峡，西接菲尼斯泰尔省，南至莫尔比昂省，东临伊勒-维莱讷省。
与圣洛朗接壤的市镇（或旧市镇、城区）包括：贝加尔、布雷利迪、凯尔莫罗克、朗德贝龙、佩代尔内克、普卢伊西。

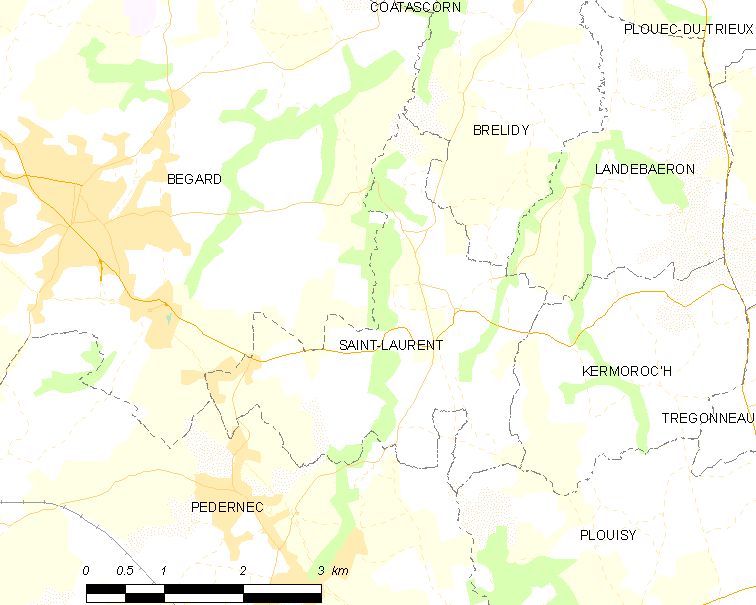
的OSM定位图

圣洛朗的时区为UTC+01:00、UTC+02:00（夏令时）。

## 行政
圣洛朗的邮政编码为22140，INSEE市镇编码为22310。

## 政治
圣洛朗所属的省级选区为贝加尔县。

## 人口

1962-2008年间人口变化图示

圣洛朗于2022年1月1日时的人口数量为533人。